# Lophoptera flavina
Lophoptera flavina là một loài bướm đêm trong họ Noctuidae.